# 弗雷德里克六世 (丹麦)
弗雷德里克六世（1768年1月28日—1839年12月3日）是1808至1839年間的丹麥國王，和1808至1814年間的挪威國王。母親是英國公主卡羅琳·瑪蒂爾達。
弗雷德里克六世於1784至1808年以父親之名摄政。他摄政时，进行了许多自由化的改革，其中就包括1788年农奴制的废除。然而，在其在位时，却與英國爆發了哥本哈根戰役，丹麥海軍被英國海軍擊敗。丹麥加入了親法聯盟，與瑞典交戰失敗。1814年，與瑞典簽訂《基爾條約》，把挪威割讓給瑞典，結束了丹麥-挪威多個世紀的聯合。失去挪威之後，弗雷德里克放棄了擔任執政時的開明思想，改行保守的獨裁統治，審查和鎮壓反對勢力。此外，經濟也大受打擊，至1830年代才稍有起色。1834年，他不得不進行輕微的民主改革，成立了地區性的諮詢議會。

## 家庭
1790年，弗雷德里克與表姐黑森-卡塞爾的瑪麗結婚，兩人共有五個女兒：
- 瑪麗·路易絲（1792年—1793年），夭折
- 卡羅琳（1793年—1881年）
- 路易絲（1795年—1795年），夭折
- 弗蕾德里克·瑪麗（1805年—1805年），夭折
- 威廉明妮（1808年—1891年）

弗雷德里克去世後，他的丹麥王位由堂弟克里斯蒂安八世繼承。